# Nevabaai

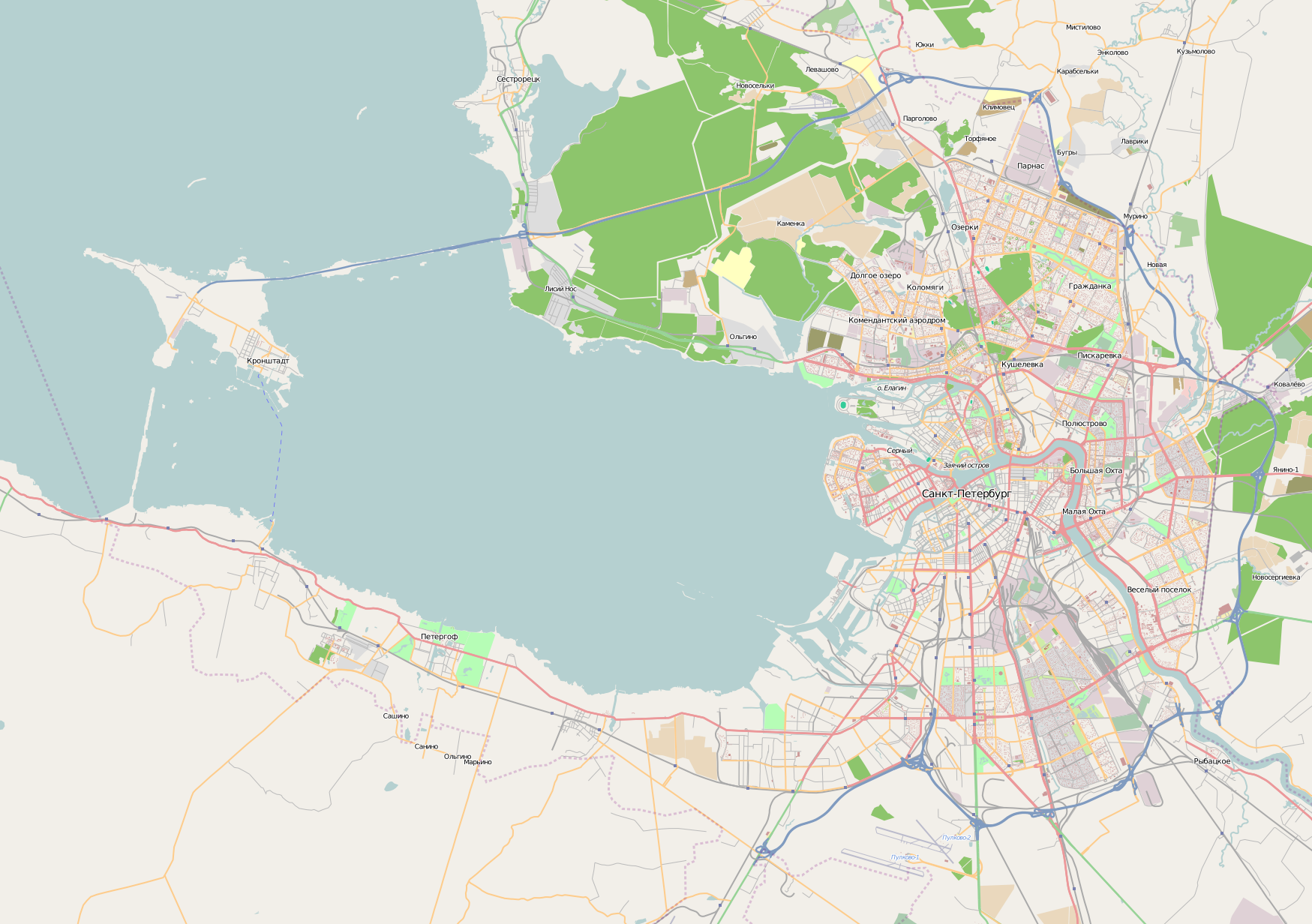
De Nevabaai

De Nevabaai (Russisch: Невская губа, Nevskaija goeba), ook bekend als de Golf van Kronstadt, is het meest oostelijke deel van de Finse Golf tussen Kotlin en het estuarium van de Neva waar de stad Sint-Petersburg gelegen is. Op het eiland Kotlin ligt de havenstad Kronstadt.
De Sint-Petersburgdam scheidt de baai van de rest van de Oostzee met halverwege de dam het eiland Kotlin. De baai heeft een oppervlakte van 329 vierkante kilometer. De gehele kustlijn is bestuurlijk gezien onderdeel van Sint-Petersburg in plaats van oblast Leningrad.
De baai staat informeel ook bekend als "de Poel van de Markies" naar Jean Baptiste, markies van Traversay, de Russische marineminister die het ondiepe water van de baai als een ideale plek beschouwde voor het houden van marine-oefeningen.